# Joseph Rykwert

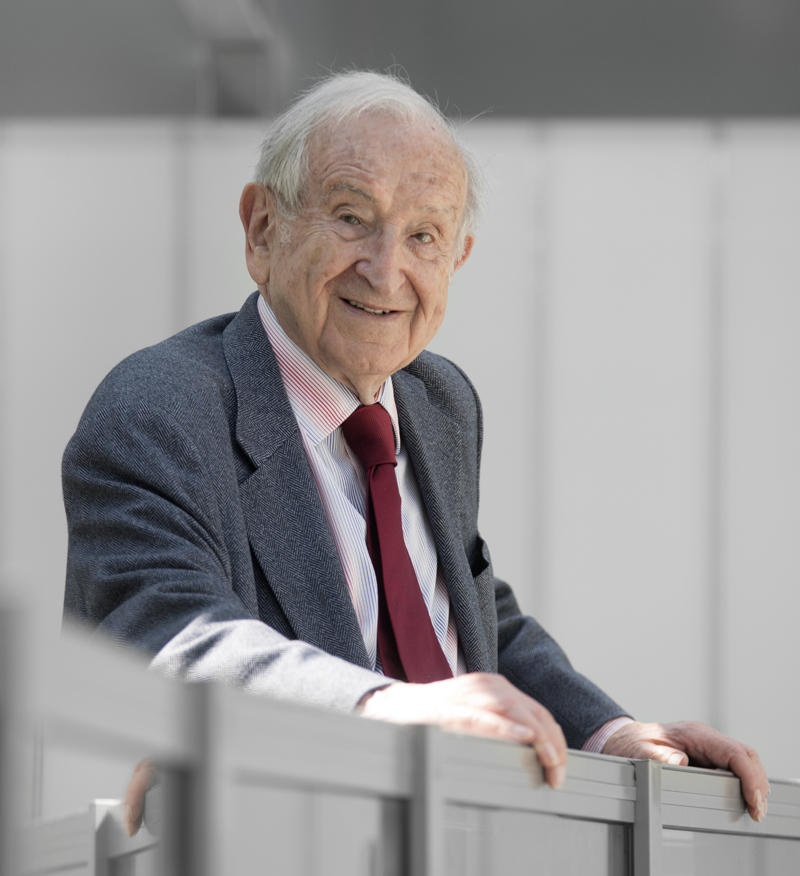
Joseph Rykwert al Centro Internazionale di Cultura di Cracovia nel 2013

Joseph Rykwert (Varsavia, 5 aprile 1926 – 17 ottobre 2024) è stato uno storico dell'architettura britannico.

## Biografia
Fu docente di architettura presso l'Università della Pennsylvania (di cui divenne professore emerito) e autore di numerosi saggi.

## Saggi
- (EN)  The idea of a town: The Anthropology of Urban Form in Rome, Italy, and The Ancient World, 1963, (IT) in italiano L'idea di città, Adelphi, Milano, 2002 ISBN 88-459-1720-7
- (EN) On Adam's House in Paradise: The Idea of the Primitive Hut in Architectural History (Museum of Modern Art, first edition, 1972), (IT)  in italiano La casa di Adamo in Paradiso, Adelphi - Milano 1991
- Joseph Rykwert-Anne Engel (a cura di), Leon Battista Alberti, Electa, Milano, 1994
- La seduzione del luogo. Storia e futuro della città, Einaudi - 2008
- La colonna danzante. Sull'ordine in architettura, Libri Scheiwiller - Milano, 2010